# Сентябрьские расправы

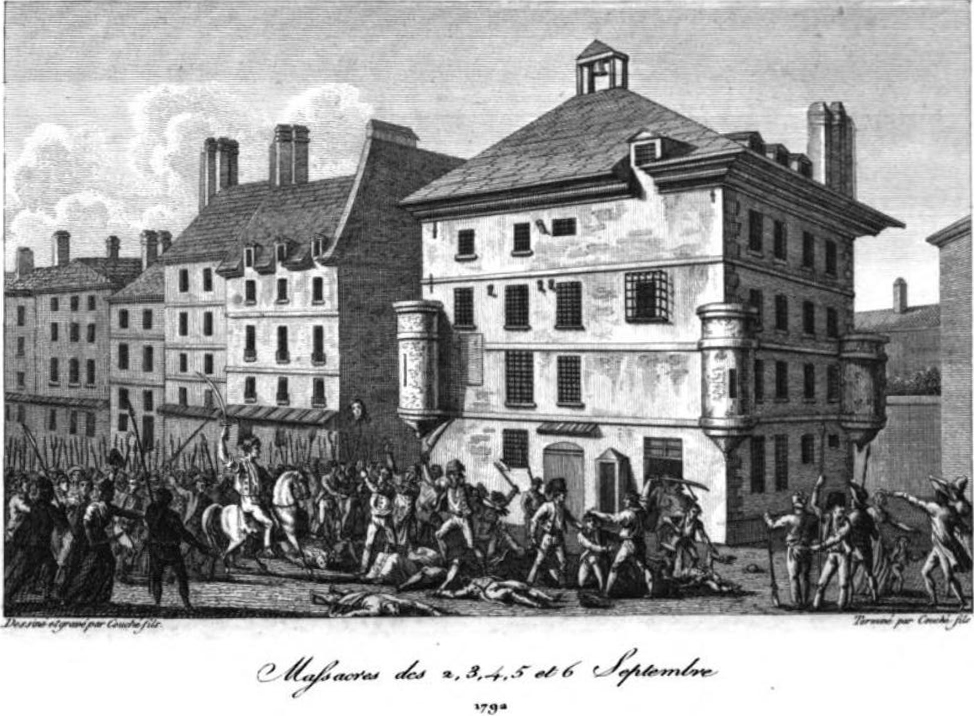
Сентябрьские расправы. Гравюра XVIII века.

Сентябрьские расправы (фр. Massacres de septembre) — трагический эпизод Великой французской революции, массовые убийства заключённых в Париже, Лионе, Версале и других городах, произведённые революционной толпой в начале сентября 1792 года.

## Предпосылки

### Аресты «подозрительных»
После свержения короля руководившая Восстанием 10 августа 1792 года Парижская Коммуна, большинство в которой составляли радикальные революционеры (монтаньяры и левые якобинцы — Робер, Тальен, Бийо-Варенн, Эбер, Леонар Бурдон, Шометт, Фабр д’Эглантин, Робеспьер, Мари-Жозеф Шенье, Симон, Луве и другие), фактически стала единственным реальным органом власти. Коммуна конфликтовала с формальным высшим органом власти в стране — Законодательным Собранием, где преобладали жирондисты и умеренные.
Робеспьер и Шометт 12 августа добились от Законодательного Собрания вынесения решения, что защита общей безопасности (с правом ареста «подозрительных лиц») и функции полиции в Париже будут осуществляться только Коммуной. 17 августа по требованию Коммуны Законодательное Собрание учредило Чрезвычайный трибунал для суда над роялистами, защищавшими короля во время событий 10 августа. А 26 августа Собрание приняло декрет против неприсягнувших священников (не признававших гражданское устройство духовенства, введённое Национальным Собранием).
На основании этих декретов в Париже и других городах Франции начались аресты неприсягнувших священников и лиц, подозреваемых в сочувствии монархии.
Однако Коммуна пошла дальше, ещё 18 августа она вынесла постановление, где объявила, какие лица считаются «подозрительными»:
1. Выборщики Сент-Шапель (парижские выборщики, заседавшие в 1791 году в часовне Сент-Шапель и направившие в Законодательное Собрание депутатов, не устроивших радикальных революционеров),
2. Члены Клуба Фельянов,
3. Лица, подписавшие петицию Восьми тысяч (против создания лагеря федератов),
4. Все общественные функционеры, отрешённые Коммуной от должности,
5. Все, кто протестовал каким-либо образом против декретов Национального Собрания, против постановлений конституционных властей, либо против суверенитета народа[3].

28 августа к списку «подозрительных» были добавлены все, кто подписал петицию Двадцати тысяч (против событий 20 июня 1792 года, когда толпа ворвалась в королевский дворец).
Из перечня видно, что преследовались лица, чьи убеждения и мнения не устраивали революционную власть.
Списки выборщиков Сент-Шапель и лиц, подписавших петиции Двадцати и Восьми тысяч, были расклеены по всему Парижу.
В этот же день Дантон, в этот период — министр юстиции, в своей речи перед Законодательным Собранием в качестве одной из мер по спасению Отечества (прусская армия взяла крепость Лонгви и двигалась на Париж) потребовал немедленного ареста «подозрительных». Собрание приняло требуемый декрет, одобрив тем самым и постановление Коммуны от 27 августа об обысках у «подозрительных граждан» и изъятии оружия.
Массовые аресты в Париже прошли в ночь с 29 на 30 августа. Была мобилизована Национальная Гвардия. Каждая секция командировала по 30 комиссаров. Всех граждан обязали сидеть дома и не выходить на улицу, пока их не посетят комиссары. В мероприятии участвовало более 60 тысяч гвардейцев и федератов. Было изъято около 2 тысяч ружей, арестовано до 3 тысяч человек (часть их была вскоре выпущена).
Тюрьмы были заполнены, арестованных содержали в любых пригодных для этого местах. Чаще всего для этой цели использовались монастыри.

### Настроение населения в Париже
Состояние умов беднейших слоёв населения Парижа способствовало сентябрьским расправам. Среди санкюлотов Парижа, победивших 10 августа, наиболее были распространены два чувства — гнев и жажда мести. Во время штурма Тюильри защищавшими дворец швейцарцами было убито и ранено 376 нападавших. Участники восстания требовали казнить всех оставшихся в живых и арестованных швейцарских гвардейцев.
Командующий армией интервентов и эмигрантов — герцог Брауншвейгский, 25 июля 1792 года издал от имени государей Австрии и Пруссии знаменитый манифест. В нём было указано, что если национальные гвардейцы будут сражаться против войск двух союзных дворов, то «они будут наказаны как бунтовщики, восставшие против своего короля». В манифесте говорилось, что на членов Национального собрания, администраторов департаментов и прочих должностных лиц «будет возложена личная ответственность за все события», что они «будут отвечать за всё своей головой» и что их «будут судить по законам военного времени без всякой надежды на помилование». Парижу герцог грозил военной расправой и полным разрушением, если его жители учинят своему королю и членам его семьи «хоть малейшее оскорбление, хоть малейшее насилие».
Поэтому и руководители, и рядовые участники событий 10 августа понимали, что их ждёт в случае падения Парижа, к которому всё ближе подходила прусская армия. При этом распространялись слухи, что интервентам в столице помогут тайные роялисты и что готовится заговор, а арестованным аристократам в тюрьмы доставили оружие и они ждут сигнала к выступлению.
Поэтому среди санкюлотов возобладала идея превентивной расправы с заключёнными.

### Агитация и организация
Настроение парижской толпы поддерживал ряд революционных деятелей, первым из которых являлся Марат. Известный историк Эдгар Кинэ даже считал, что «сентябрьские расправы — идея Марата. Он один предвидел их, один объявил о них, приготовил заранее».
Марат на самом деле в августе 1792 года развернул бурную кампанию, призывая расправиться с контрреволюционерами. В своих афишах он советовал добровольцам-волонтёрам не уезжать на фронт, не совершив прежде суда над врагами отечества, заключёнными в тюрьмах. А в своей газете он писал, что «решение более верное и разумное — отправиться с оружием в руках в тюрьму аббатства, вырвать из неё изменников, особенно швейцарских офицеров и их сообщников, и перебить их всех».
К расправе над контрреволюционерами призывали и некоторые другие политические деятели, например, Фабр д’Эглантин.
В то же время прямых доказательств, что сентябрьские расправы были целенаправленно подготовлены и организованы революционными властями (чаще всего называют Марата и Дантона), не имеется. Резня в тюрьмах началась стихийно.

## Расправы в Париже 2 — 5 сентября

### Постановления секций
Утром 2 сентября 1792 года по Парижу пронёсся слух, что пруссаки взяли Верден, последнюю крепость, прикрывающую дорогу на столицу. На самом деле Верден пал вечером 2 сентября, и в Париже об этом могли узнать только через день.
Коммуна объявила генеральный сбор, в секциях в спешном порядке собирали и вооружали волонтёров. Одновременно по всему городу шли разговоры, что заговорщики в тюрьмах поднимут мятеж.
Под влиянием данных событий и слухов секция Пуассоньер приняла постановление, что «нет иного средства избежать опасностей и увеличить рвение граждан для отправки на границы, как немедленно осуществить скорое правосудие над всеми злоумышленниками и заговорщиками, заключёнными в тюрьмах». Данное постановление было разослано во все остальные секции Парижа. Его сразу одобрили секции Люксембурга, Лувра и Фонтэн-Монморанси. Секция Кенз-Вэн вынесла своё постановление, где потребовала «предать смерти заговорщиков перед уходом граждан в армию». А на заседании секции Терм Юлиана было озвучено предложение предать смерти не только заключённых в тюрьмах, «но и всех дворян и судейских крючков».

### Аббатство Сен-Жермен

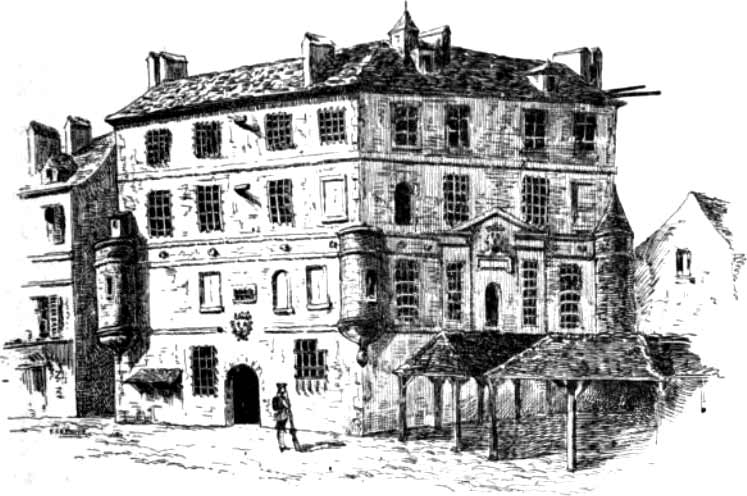
Тюрьма Аббатства Сен-Жермен

Расправы начались с нападения на узников тюрьмы Аббатства Сен-Жермен. Днём 2 сентября, около половины третьего, толпа атаковала 6 карет с 30 арестованными священниками, которых везли в тюрьму Аббатства. Все они были убиты ударами сабель, пощажён был только аббат Сикар, который был известен своей заботой о глухонемых (он обучал их языку жестов) и поэтому был спасён узнавшими его санкюлотами.
После этого толпа ворвалась в Аббатство и начала убивать находившихся там заключённых. Возник «народный трибунал» — он заседал в одной из камер, его главой был Станислав Майяр — активный участник взятия Бастилии и предводитель похода женщин на Версаль 5 — 6 октября 1789 года. У трибунала имелись тюремные списки, по которым вызывались заключённые и после беглого опроса одних из них отпускали, других осуждали на смерть и убивали во дворе Аббатства выстрелами из ружей и ударами сабель и пик. «Судебные» заседания были короткими, попытки некоторых секций и органов власти ходатайствовать о спасении нескольких осуждённых были отвергнуты со словами: «Ходатайства за изменников бесполезны!».

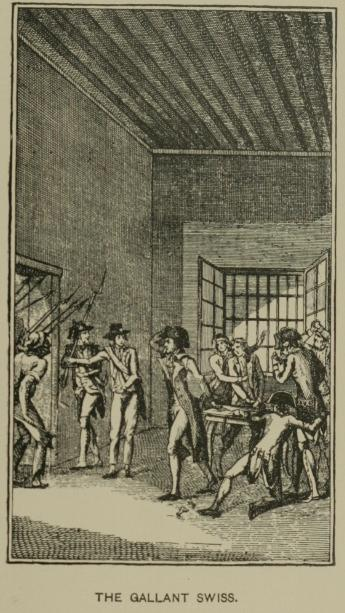
Расправа над швейцарцами. Рисунок 1897 года

Трибунал в Аббатстве получил определённое признание революционных властей. В ночь на 3 сентября Майяр и его соратники получили предписание наблюдательного комитета Коммуны, подписанное двумя его членами — Панисом и Сержаном: «Товарищи, вам приказано судить всех заключённых в Аббатстве без различия, за исключением аббата Ланфана, которого вы должны отвести в безопасное место». Данное письмо было написано только с целью спасти Ланфана, брат которого являлся членом наблюдательного комитета Коммуны, но было расценено участниками сентябрьских расправ как одобрение их действий властями.
Первым делом «народный трибунал» решил судьбу 150 швейцарцев, заключённых в Аббатстве. Майяр в короткой речи объявил, что они «убивали народ 10 августа». После этого их всех перебили. Часть швейцарцев на коленях просила толпу о пощаде, но большинство мужественно встретило смерть.
Затем были убиты королевские телохранители и те командиры национальной гвардии, которые 10 августа встали на сторону короля.
В Аббатстве погибли заключённые там приближённые королевской семьи: бывший министр Монморен, первый камердинер короля Тьерри и другие.
Именно в Аббатстве, согласно ходившим по Парижу слухам, произошёл эпизод с дочерью Сомбреля, губернатора дома Инвалидов. Тот был осуждён «народным трибуналом» на смерть и его дочь вымолила отцу спасение, якобы выпив кровь из поднесённого ей убийцами стакана.
По некоторым данным в Аббатстве погибло около 270 человек.

### Тюрьма Ла Форс

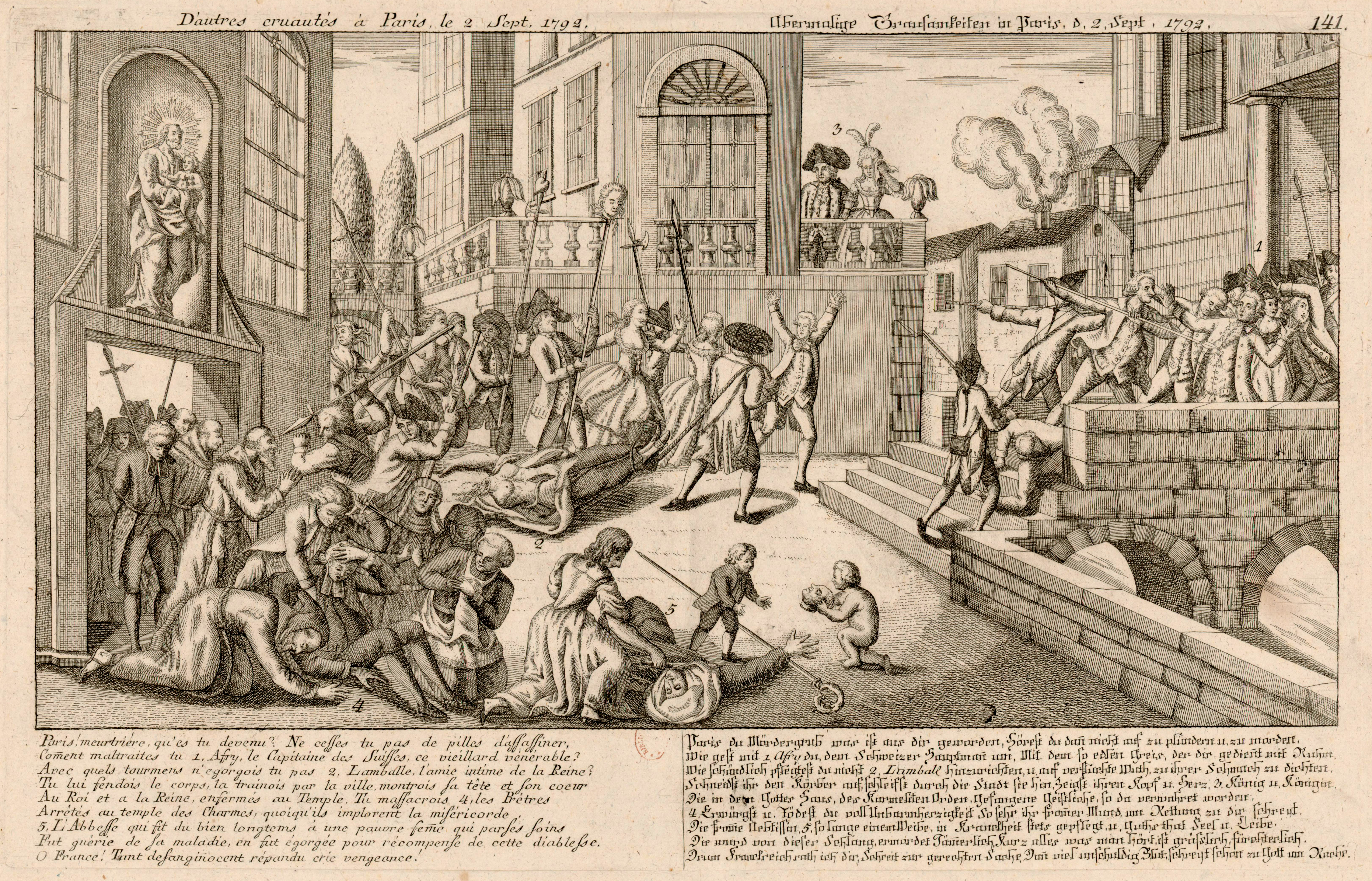
Расправа над принцессой де Ламбаль

В тюрьме Ла Форс также был образован «народный трибунал», который возглавили члены Коммуны Эбер и Люлье, и который действовал по той же процедуре, что и трибунал в Аббатстве. Убийства начались в ночь со 2 на 3 сентября, в расправах участвовало около 60 человек, которые за два дня убили 160 заключенных. Среди погибших была принцесса де Ламбаль — подруга королевы Марии Антуанетты. Голову принцессы водрузили на пику и пронесли вдоль окон тюрьмы Тампль, где была заключена королевская семья.
Остальные женщины, заключённые в тюрьме Ла Форс, были спасены комиссарами Коммуны.
В других тюрьмах толпа действовала стихийно, не организовывая даже подобия правосудия.

### Монастырь Кармелитов (des Carmes)
см. также: Мученики сентября
В данной тюрьме были заключены неприсягнувшие священники. Сначала им предложили принести гражданскую присягу, а когда они отказались, то священников вывели в монастырский сад и там расстреляли из ружей. Погибло около 190 человек, в том числе Арльский архиепископ Дюло, епископ Бовэ, а также духовник короля, который был с Людовиком XVI в ночь 10 августа.

### Тюрьмы Шатле и Бисетр

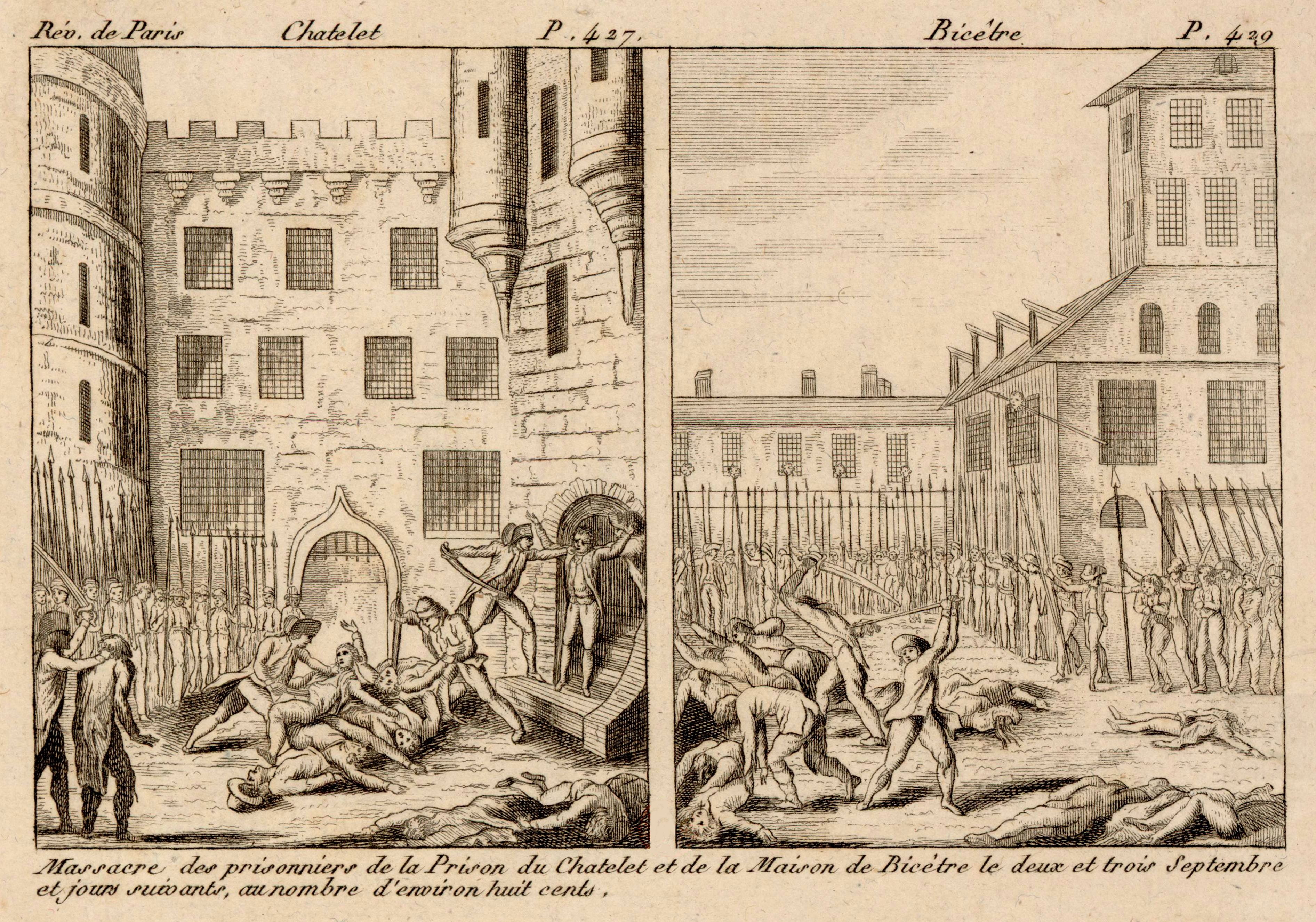
Расправы в Шатле

Расправы здесь начались утром 3 сентября. Погибло около 220 человек, в основном из числа заключённых, содержащихся в этой тюрьме за уголовные преступления. Так, был убит аббат Берди, арестованный по обвинению в причастности к смерти брата. Физически очень сильный, он отчаянно сопротивлялся и убил двух палачей из толпы.
Единственный из политических арестантов, кто спасся из Шатле — это д’Эпремениль, член Парижского парламента в 1789 году, сыгравший определённую роль на начальной стадии революции, а затем в Учредительном собрании примкнувший к роялистам.
В Шатле, также как и в Консьержери, в расправах принимали участие уголовники (в основном — воры), которых пощадили именно под условием помощи убийцам.

### Консьержери
Здесь погибло 289 человек, в основном лица, арестованные за незначительные уголовные проступки (подделыватели ассигнаций).

### Монастырь Бернардинов
Были перебиты уголовники, ждавшие отправки на галеры.

### Сальпетриер
Представлял собой тюрьму для проституток, имел богадельню и больницу. 4 сентября толпа расправилась здесь над 35 женщинами.

### Здание Чрезвычайного трибунала
Во дворе дворца, который занимал созданный 17 августа 1792 года Чрезвычайный трибунал для суда над роялистами, было убито около 80 человек, в том числе второй командир швейцарцев майор Бахман.

### Бисетр
Представлял собой тюремный госпиталь для душевнобольных преступников, а также для нищих и бродяг. Толпа из 200 человек во главе с Анрио (будущим командующим Национальной Гвардии Парижа) 4 сентября перебила обитателей Бисетра, используя пушки.
Он же, во главе отряда из 30 человек, расправился с 92 неприсягнувшими священниками в семинарии Сен-Фирмен.

### Число жертв в Париже
Согласно данным историков, изучавших сентябрьскую резню, на 2 сентября в парижских тюрьмах содержалось 2750—2800 человек. Большую их часть составляли лица, арестованные за уголовные правонарушения. Погибло в результате сентябрьской резни от 1100 до 1400 заключённых. Из них «политических» — от 353 до 392, «неполитических» от 737 до 1003.

### Поведение властей и населения Парижа во время сентябрьской резни
Органы власти революционной Франции — и Законодательное Собрание, и министры, и даже Коммуна оказались не в силах (а некоторые не имели желания) остановить сентябрьскую резню и предоставили события их течению.
Законодательное Собрание послало в места совершения расправ делегации из числа депутатов, но их речи не произвели какого-либо влияния на санкюлотов. Одна из делегаций сама с трудом избежала расправы, а один из депутатов (Дюзо) сообщил Собранию: «Было темно, и мы не могли хорошенько рассмотреть, что происходит».
Министр юстиции Дантон предпочёл не вмешиваться в происходящее. По свидетельствам современников, на прямое обращение в свой адрес инспектора тюрем Гранпре с просьбой принять меры для защиты заключённых (около 11 часов вечера 2 сентября), он заявил: «Мне наплевать на заключённых! Пусть с ними будет всё, что угодно!».
Министр внутренних дел Ролан выпустил послания с просьбами соблюдать порядок и закон. Но 3 сентября в письме к Законодательному Собранию он заявил: «События вчерашнего дня должны быть преданы забвению. Я знаю, что народ, хотя и ужасен в своей мести, но вносит в неё своего рода справедливость».
Мэр Парижа Петион также не имел реальной силы, чтобы остановить расправы. На упрёк Робеспьера он ответил: «Я могу Вам сказать лишь то, что никакие человеческие силы не были в состоянии им помешать». Наверное, поэтому на вопрос убийц из тюрьмы Ла Форс, что делать с оставшимися там заключёнными, он ответил «Поступайте как знаете!».
Даже Коммуна оказалась бессильна остановить сентябрьские расправы, что можно объяснить и тем фактом, что в её составе не было единства, и ряд её членов полностью одобрял происходящие события.
На требования Коммуны, адресованные командующему Национальной Гвардии Сантеру о применении силы для разгона убийц, она получила ответ, что тот не может рассчитывать на повиновение своих солдат.
Коммуна смогла только предпринять ряд мер по упорядочиванию и ограничению стихийного террора. Так, в 4 часа дня 2 сентября Генеральный Совет Коммуны принял постановление о направлении в тюрьмы комиссаров, чтобы те взяли под защиту лиц, заключённых в тюрьмы за долги и другие гражданские проступки. На основании данного решения из тюрем Шатле и Консьержери до утра 3 сентября успели выпустить на свободу и спасти около 200 человек.
Большая часть населения Парижа также равнодушно отнеслась к сентябрьским расправам. Прямого одобрения не было, но не было и негодования. Парижане 2-5 сентября продолжали заниматься повседневными делами, не закрывались лавки, работали театры. В качестве примера реакции рядового парижанина можно привести свидетельство современника, передавшего слова своего знакомого, сказанные им жене: «Всё это, без сомнения, слишком печально, но они — заклятые враги, и те, кто освобождает от них родину, спасают жизнь тебе и нашим бедным детям».

## Расправы в провинции
По примеру Парижа расправы над заключёнными произошли и в других городах Франции, чему способствовал циркуляр наблюдательного комитета Коммуны от 3 сентября. По одним данным он был подписан Дантоном, по другим — Маратом. В этом циркуляре, направленном в департаменты, говорилось:
«Часть жестоких заговорщиков, заключённых в тюрьмах, предана смерти народом. Этот акт правосудия казался народу необходимым, чтобы путём террора сдержать легионы изменников, укрывшихся в стенах города в момент, когда народ готовился двинуться на врага. Нет сомнения, что вся нация, после длинного ряда измен, которые привели её на край пропасти, поспешит одобрить эту меру, столь необходимую для общественного спасения…».
В Орлеане толпа разгромила тюрьмы, разграбила дома богатых торговцев. Погибло 10 — 12 человек.
В Версале 9 сентября было совершено нападение на колонну арестованных, которых переводили для суда из Орлеана в Париж. Это были приближённые короля, в том числе несколько бывших министров. Погибло 50 человек.
В Жизоре был убит герцог Ларошфуко. Либерал, один из первых представителей дворянства, перешедших в Генеральных Штатах на сторону третьего сословия, сторонник конституционный монархии и фельянов, он был арестован по приказу Коммуны после восстания 10 августа как аристократ и инициатор попытки в июне 1792 года сместить с поста мэра Парижа республиканца Петиона. Он направлялся в Париж и был убит в Жизоре камнем, брошенным одним из санкюлотов в карету, в которой он ехал.
Также избиения офицеров, священников и «подозрительных», заключённых в тюрьмах, состоялись: 3 сентября — в Реймсе (погибло 8 человек), с 3 по 6 — в Орне, 4 — в Мо, 7 — в Кане, 9 — в Лионе (убито 20 человек), 12 — в Витто.
Всего в сентябре 1792 года в департаментах было зафиксировано 26 случаев народных расправ.